# 巴拉克拉瓦戰役
巴拉克拉瓦戰役于1854年10月25日在克里米亚战争期间爆发，是塞瓦斯托波尔围城战的一部分。期间，英法联军试图占领俄罗斯在黑海的主要海军基地塞瓦斯托波尔的港口和堡垒。这次交战是英法联军在9月的阿尔马河战役取胜后进行的，当时俄罗斯将军缅希科夫部署军队以阻止联军向南推进其战略目标。 阿尔马河战役是自9月14日联军在卡拉米塔湾登陆以来在克里米亚半岛发生的第一场重大遭遇战，并且在战场上取得了明显胜利；但联军的迟缓追击未能取得决定性胜利，使得俄罗斯人得以重新集结、恢复并准备防御。战役在巴拉克拉瓦爆发，最终，双方未分胜负。